# Cazzano Sant’Andrea
Cazzano Sant’Andrea ist eine italienische Gemeinde (comune) mit 1690 Einwohnern (Stand 31. Dezember 2023) in der Provinz Bergamo, Region Lombardei. 

## Etymologie
Der erste Namensteil geht auf die Adelsfamilie Cazzani zurück, deren Mitglieder in Cazzano als Feudalherren auftraten. Der zweite Teil benennt den Schutzheiligen Andreas, dem die Pfarrkirche geweiht ist.

## Geographie
Die Gemeinde liegt 20 km nordöstlich der Provinzhauptstadt Bergamo und 70 km nordöstlich der Metropole Mailand. Nachbargemeinden sind Casnigo, Cene, Gandino und Leffe.

## Geschichte
Cazzano Sant’Andrea ist seit dem 1. Februar 1960 eine eigenständige Gemeinde. Zuvor war es eine Fraktion der Nachbargemeinde Casnigo.

## Sehenswürdigkeiten
Der mittelalterliche Wehrturm, der auch im Wappen abgebildet ist, gilt als historisches Wahrzeichen der Gemeinde. Das angrenzende Gebäude, das um 1200 als kleine Festung errichtet wurde, fungiert heute als Rathaus.

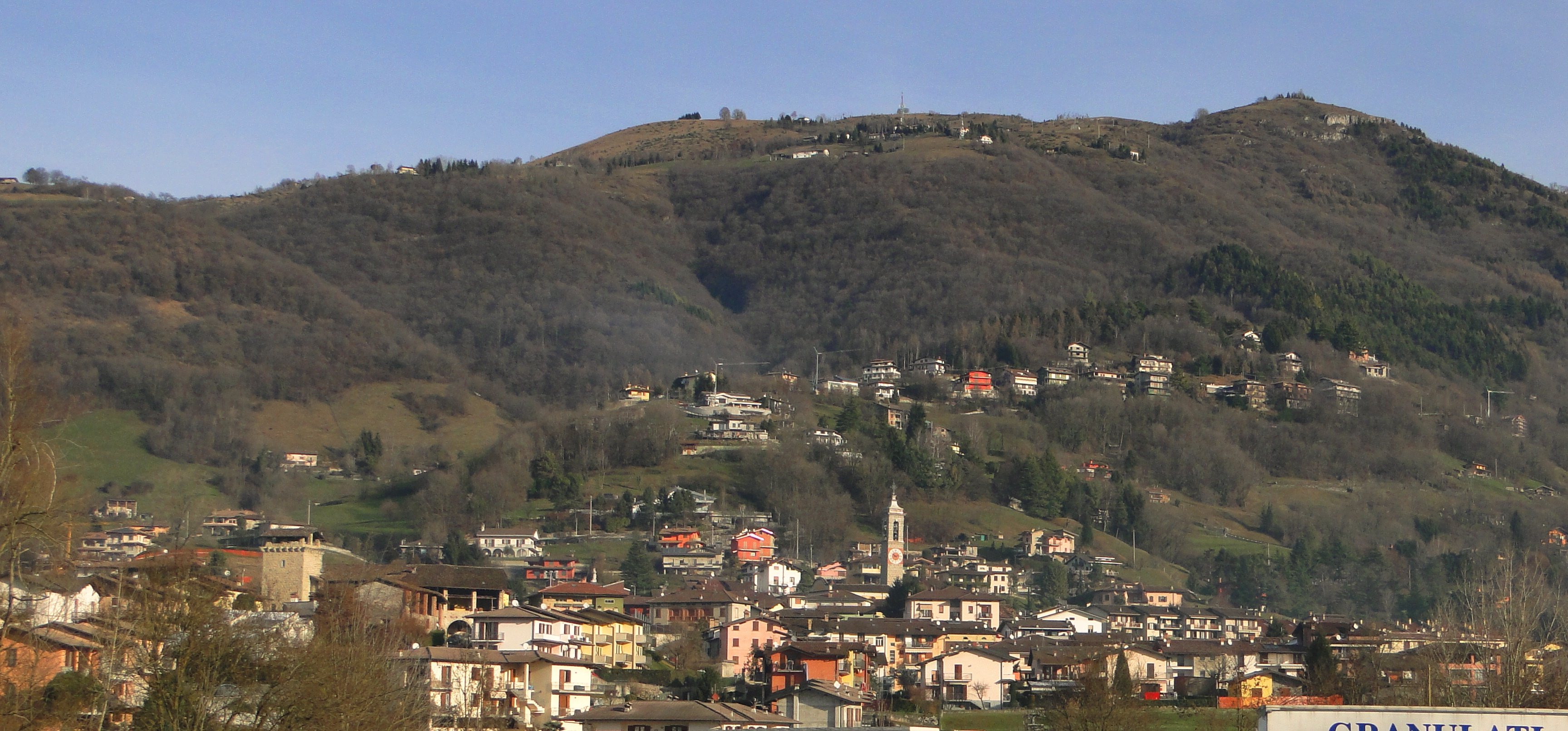
Cazzano Sant’Andrea
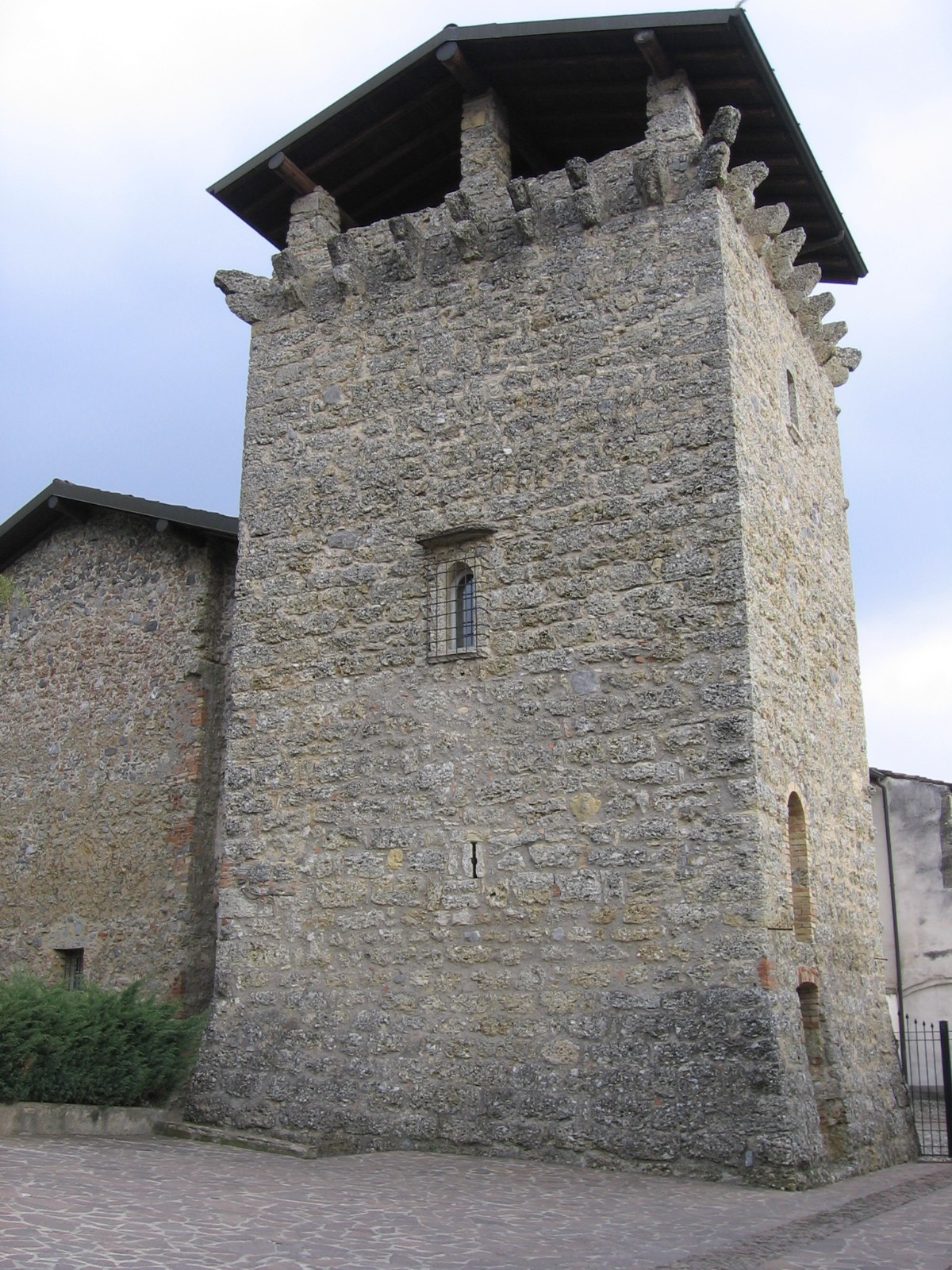
Wehrturm
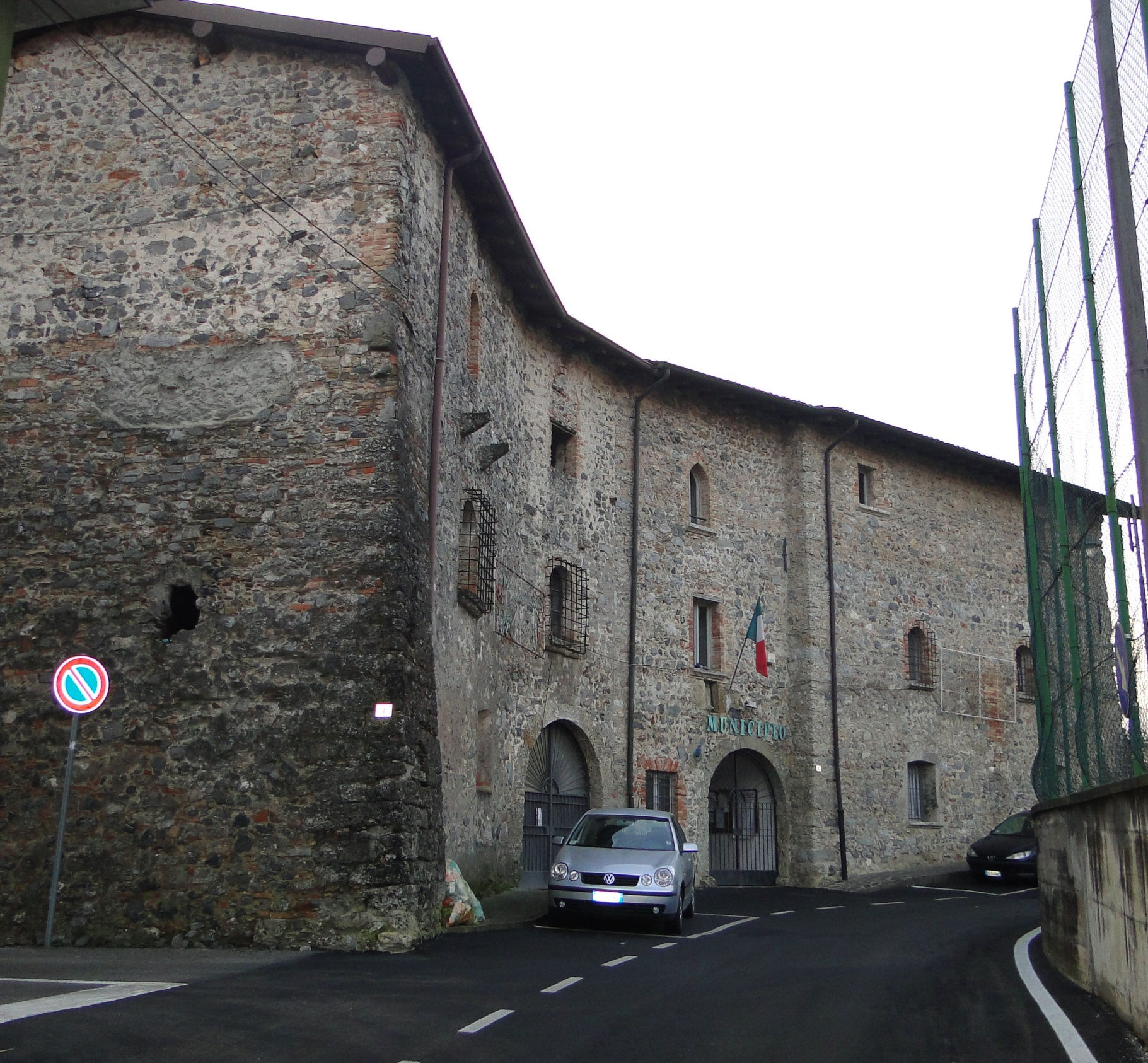
Rathaus
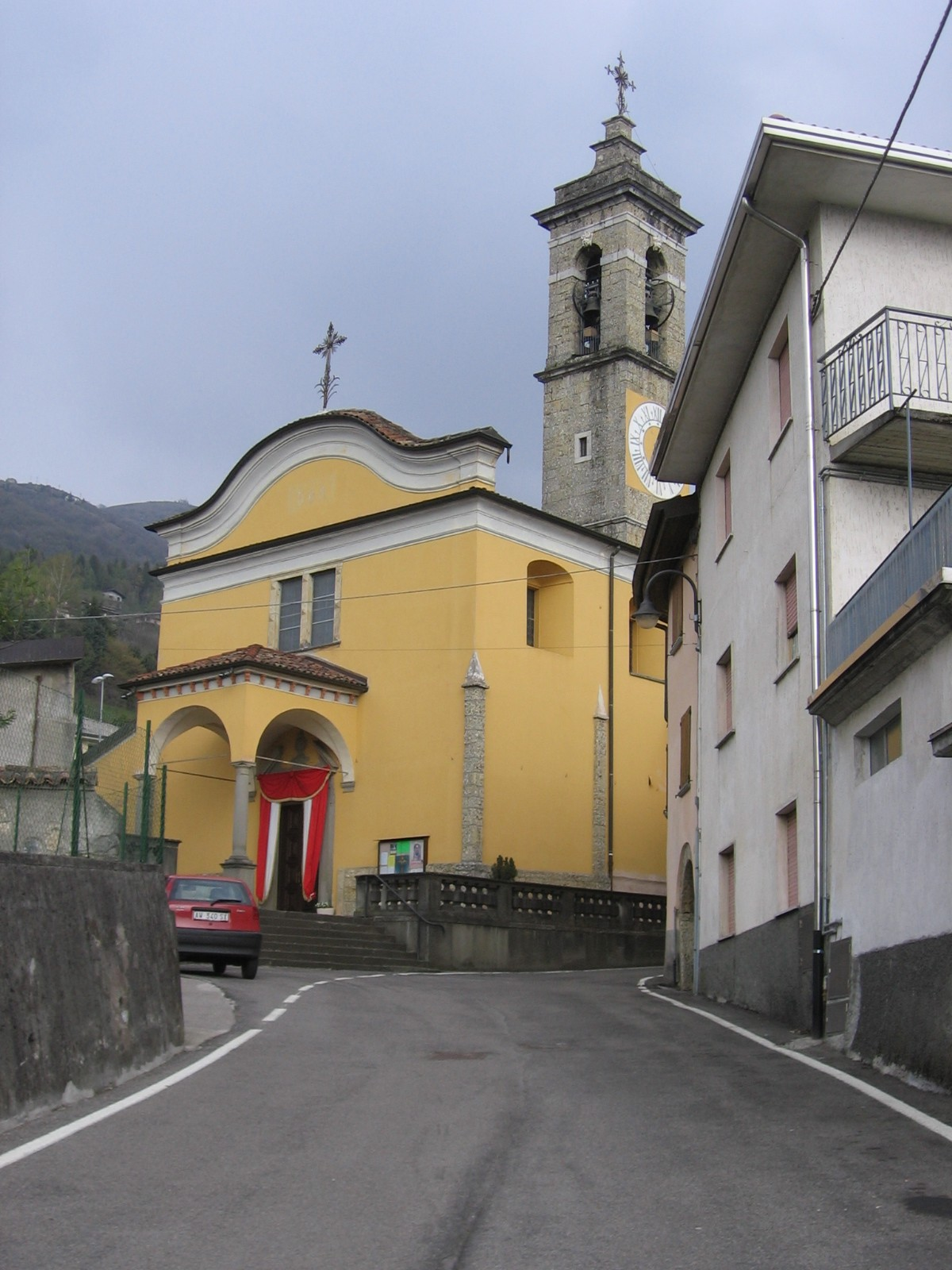
Pfarrkirche Sant’Andrea
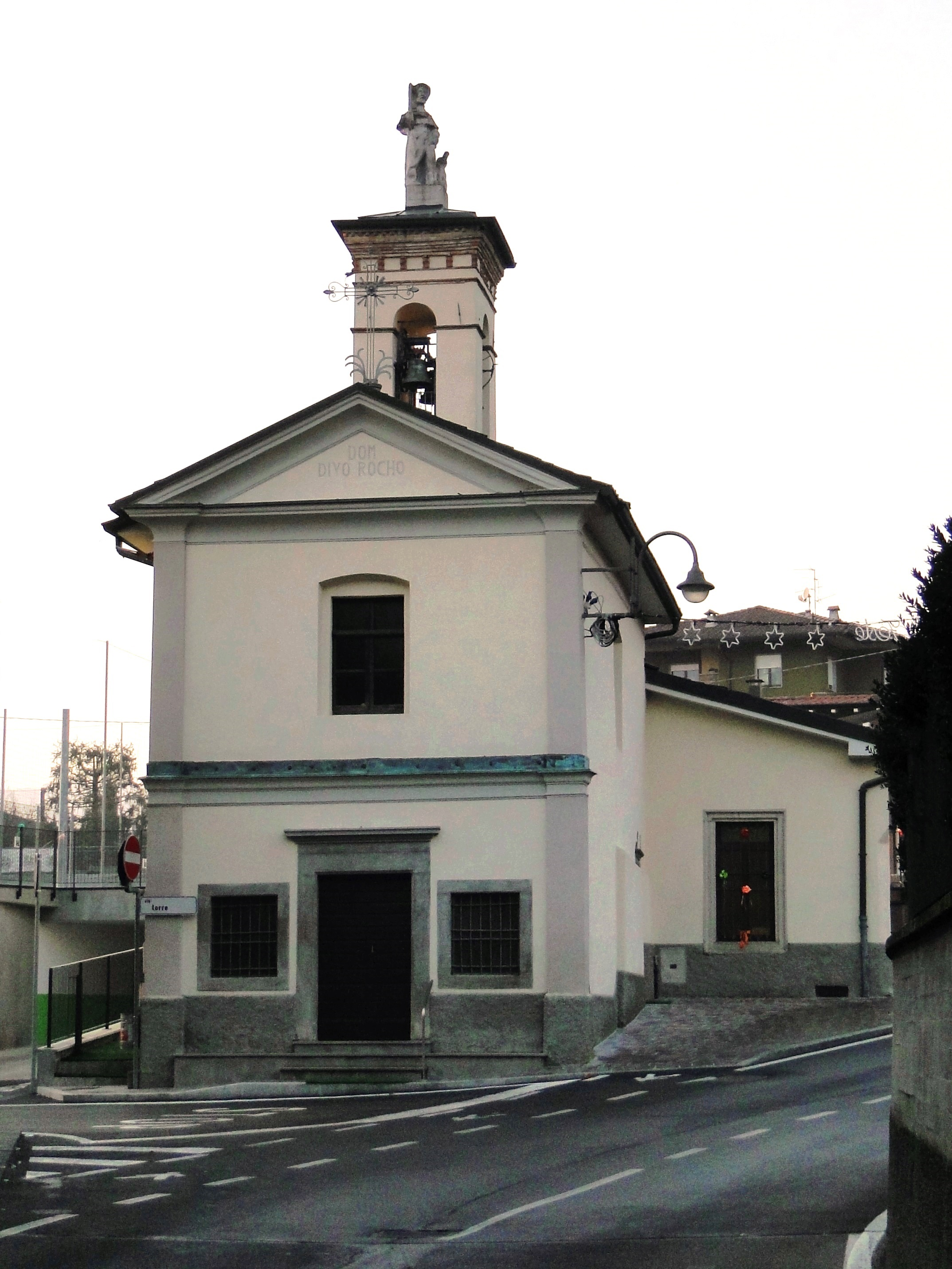
Kirche San Rocco

## Wappen
Die rechte Seite zeigt den oben genannten Wehrturm auf blauem Grund. Zwölf waagerechte Blockstreifen – abwechselnd in Blau und Gold – bilden den Hintergrund der linken Seite. Darauf ist eine tanzende Zigeunerin mit grünem Rock und rotem Mieder abgebildet, die einer Legende nach eine leidenschaftliche Beziehung zu einem ortsansässigen Edelmann unterhalten haben soll.